# Мидлотијан (Илиноис)
Мидлотијан (енгл. Midlothian) град је у америчкој савезној држави Илиноис.

## Демографија
По попису из 2010. године број становника је 14.819, што је 504 (3,5%) становника више него 2000. године.
| Група             | 2000.          | 2010.         |
| Белци             | 12.037 (84,1%) | 9.682 (65,3%) |
| Афроамериканци    | 877 (6,1%)     | 1.662 (11,2%) |
| Азијати           | 236 (1,6%)     | 215 (1,5%)    |
| Хиспаноамериканци | 976 (6,8%)     | 3.043 (20,5%) |
| Укупно            | 14.315         | 14.819        |